# Ligne 175 (chemin de fer slovaque)
La ligne 175 des chemins de fer slovaque reliait Rimavská Sobota à Poltár. La ligne comprend un tunnel de 160 m (Ožďanský tunel).

## Histoire
La ligne a été ouverte le 6 novembre 1933. Le 1er octobre 2000, la circulation a été interrompue sur la ligne et le 3 mai 2007, la ligne a été officiellement abandonnée. Elle a été déferrée en 2009.